# رافاييل كاستيلو (لاعب كرة قدم)
رافاييل كاستيلو (بالإسبانية: Rafael Arlex Castillo) هو لاعب كرة قدم كولومبي في مركز الوسط، ولد في 6 يونيو 1980 في بيريرا في كولومبيا. شارك مع منتخب كولومبيا لكرة القدم. أما مع النوادي، فقد لعب مع أتلتيكو ناسيونال وأتليتيكو بوكارامانغا وأتليتيكو هويلا والنادي الأهلي وإنديبندينتي ميديلين وديبورتيس توليما وديبورتيس كوينديو وديبورتيفو بيريرا وسان أنتونيو سكوربيونز ونادي سان أنطونيو ونادي ميلوناريوس.

## وصلات خارجية
- رافاييل كاستيلو (لاعب كرة قدم) على موقع قاعدة بيانات كرة القدم.إي يو (الإنجليزية)
- رافاييل كاستيلو (لاعب كرة قدم) على موقع ناشيونال فوتبول تيمز (الإنجليزية)
- رافاييل كاستيلو (لاعب كرة قدم) على موقع Soccerway.com (الإنجليزية)